# (612581) 2003 QX111
(612581) 2003 QX111 ist ein großes transneptunisches Objekt im Kuipergürtel, das bahndynamisch als Plutino (RKBO 2:3) eingestuft wird. Aufgrund seiner Größe ist der Asteroid ein Zwergplanetenkandidat.

## Entdeckung
(612581) 2003 QX111 wurde am 25. August 2003 von einem Astronomenteam, bestehend aus Marc Buie, Larry Wasserman und Robert Millis, mit dem 4,0-m-Víctor-M.-Blanco-Teleskop (DECam) am Cerro Tololo-Observatorium (Chile) entdeckt. Die Entdeckung wurde am 18. September 2003 zusammen mit Manwë, (612582) 2003 QY111, (612583) 2003 QZ111, (524612) 2003 QA112 und 2003 QB112 bekanntgegeben.
Der Beobachtungsbogen des Asteroiden beginnt mit der offiziellen Entdeckungsbeobachtung am 25. August 2003. Im September 2017 lagen insgesamt lediglich 21 Beobachtungen über einen Zeitraum von acht Jahren vor. Die bisher letzte Beobachtung wurde im Oktober 2010 am Lowell-Observatorium durchgeführt. (Stand 7. März 2019)

## Eigenschaften

### Umlaufbahn
(612581) 2003 QX111 umkreist die Sonne in 246,21 Jahren auf einer leicht elliptischen Umlaufbahn zwischen 33,93 AE und 44,64 AE Abstand zu deren Zentrum. Die Bahnexzentrizität beträgt 0,136, die Bahn ist 9,53° gegenüber der Ekliptik geneigt. Derzeit ist der Planetoid 41,28 AE von der Sonne entfernt. Das Perihel durchlief er das letzte Mal 1947, der nächste Periheldurchlauf dürfte also im Jahre 2193 erfolgen.
Sowohl Marc Buie (DES) als auch das Minor Planet Center klassifizieren den Planetoiden als Plutino; letzteres führt ihn allgemein auch als «Distant Object».

### Größe
2009 wurde der Durchmesser auf 434 km bestimmt, basierend auf einem ungewöhnlich niedrigen Rückstrahlvermögen von 1,8 % und einer absoluten Helligkeit von 6,76 m. Ausgehend von einem Durchmesser von 434 km ergibt sich eine Gesamtoberfläche von etwa 592.000 km². 2013 wurde der Durchmesser dagegen auf nur 283 km bestimmt, auf Basis eines etwas höheren Rückstrahlvermögens von 5,1 % und einer absoluten Helligkeit von 6,6 m , was eine Gesamtoberfläche von etwa 252.000 km² ergäbe. Die scheinbare Helligkeit von 2003 QX111 beträgt 22,85 m.
Da anzunehmen ist, dass sich (612581) 2003 QX111 aufgrund seiner Größe im hydrostatischen Gleichgewicht befinden könnte und somit weitgehend rund sein müsste, könnte er die Kriterien für eine Einstufung als Zwergplanet erfüllen. Mike Brown, der den Durchmesser selbst auf 453 km (Albedo 2 %, absolute Helligkeit 6,8 m) schätzt, geht davon aus, dass es sich bei (612581) 2003 QX111 möglicherweise um einen Zwergplaneten handelt.
| Jahr                                         | Abmessungen km      | Quelle        |
| -------------------------------------------- | ------------------- | ------------- |
| 2009                                         | 434,0 +0132,0−086,0 | Brucker u. a. |
| 2013                                         | 283,0               | Mommert u. a. |
| 2018                                         | 453,0               | Brown         |
| Die präziseste Bestimmung ist fett markiert. |                     |               |